# تریستان اوجوا
تریستان اوجوا (اسپانیایی: Tristán Ulloa‎؛ زادهٔ ۶ مه ۱۹۷۰) بازیگر، کارگردان و نویسنده اهل اسپانیا است. وی در اورلئان زاده شد اما بلافاصله با والدین به مادرید نقل مکان کردند و دوران کودکی را در آنجا گذراند. سپس از سن ۱۲ سالگی به بیگو رفت.

## گزیدهٔ نقش‌آفرینی‌ها
- برلین (۲۰۲۳)
- راهبه جنگجو[۳] (۲۰۱۹)
- کلیسای بزرگ دریا (۲۰۱۸)
- سفارت (۲۰۱۶)
- افراد خودی (۲۰۱۵)
- استریکس و اوبلیکس: خدا حافظ خاک بریتانیا (۲۰۱۲)
- بگذار زشت‌ها بمیرند (۲۰۱۰)
- شراب کهنه (۲۰۱۰)
- کارآگاهان خصوصی (۲۰۰۷)
- سالوادور (۲۰۰۶)
- لوسیا و سکس (۲۰۰۱)
- نابودگر: سرنوشت تاریک (۲۰۱۹)